# Rocky Dawuni
Rocky Dawuni (nacido el 22 de enero de 1969) es un cantante ghanés, tres veces nominado a los premios Grammy, compositor y productor discográfico que interpreta su característico sonido 'Afro Roots', mezcla de Reggae, Afrobeat, Highlife y Soul. Actualmente vive entre Ghana y Los Ángeles.

## Carrera musical
Dawuni conoció el reggae en Ghana cuando escuchó a una banda militar interpretar una de las composiciones de Bob Marley en el campamento Michel, un cuartel militar donde creció. Dawuni inició el festival anual "Independence Splash", que se celebra en Ghana el Día de la Independencia de Ghana, el 6 de marzo.
Dawuni ha grabado ocho álbumes de larga duración. Su sexto álbum de estudio, titulado Branches of The Same Tree, fue nominado a un Premio Grammy al mejor álbum de reggae en diciembre de 2015 en la 58.ª edición de los Premios Grammy, publicado el 31 de marzo de 2015, lo que le convierte en el primer nominado de su país natal, Ghana. La revista Songlines incluyó el álbum Branches of Same Tree entre los 10 discos de reggae más esenciales de todos los tiempos. 
Inspirado en los ritmos conmovedores de Fela Kuti y Bob Marley, el álbum puso de relieve la capacidad de Dawuni para comunicar mensajes edificantes al oído de millones de personas.
Beats of Zion, el sencillo de 2019 de Rocky, que salió a la venta el 25 de enero  es un precursor de su séptimo álbum de estudio, que también lleva el mismo título y en el que participó la estrella del dancehall ghanés Stonebwoy. El último vídeo de los álbumes es Champion Aris, que fue nombrado Top Tune of the Day en la emisora de radio pública nacional KCRW.
En junio de 2019 Rocky lanzó el nuevo sencillo Modern Man, remezclado por Daniele Gaudi. Su octavo lanzamiento de estudio, Voice of Bunbon, Vol. 1 fue nominado durante el Premio Grammy al mejor álbum de world music en la 64.ª edición de los Premios Grammy anuales, convirtiéndolo en un multi-nominado a los Grammy en 2022. Se publicaron tres vídeos musicales para el EP, incluido Ghost Town, que fue efectuado por el fotógrafo Casey Bridges (hijo del actor Beau Bridges). El vídeo musical Beautiful People del álbum fue rodado en Bunbon, el pueblo natal de Rocky, por el director de fotografía ghanés Slingshot.
Estrenó el vídeo musical de Woara (que se traduce como «tú o eres tú» en twi) en septiembre de 2021. Está cantada en el dialecto local akan, el twi. Woara es una canción de amor con un estilo de llamada y respuesta para expresar la belleza y el triunfo de estar enamorado.
En 2022, consiguió su tercera nominación a los Grammy, así la de Mejor interpretación musical global por su trabajo Neva Bow Down featuring Blvk H3ro. Ha tenido dos nominaciones anteriores en 2015 y 2021.

## Activismo y solidaridad
Este músico y activista, conocido por traspasar las fronteras entre África, el Caribe y Estados Unidos para crear sonidos que unen generaciones y culturas, trabaja para fomentar la paz mundial. Ha compartido escenario con Stevie Wonder, Peter Gabriel, Bono, Jason Mraz, Janelle Monáe y John Legend, entre muchos otros. Nombrado una de las 10 principales estrellas mundiales de África por CNN.
La talla de Dawuni como diplomático cultural y su exitosa fusión de música y activismo le han llevado a convertirse en portavoz de diversas causas mundiales. Es embajador de buena voluntad de las Naciones Unidas para África de medio ambiente de la de ONU.

## Discografía
| Álbum                     | Año  |
| ------------------------- | ---- |
| The Movement              | 1996 |
| Crusade                   | 1998 |
| Awakening                 | 2001 |
| Book of Changes           | 2005 |
| Hymns for the Rebel Soul  | 2010 |
| Branches of The Same Tree | 2015 |
| Beats of Zion             | 2019 |

## Videografía
| Año  | Título                   | Director  | Ref    |
| ---- | ------------------------ | --------- | ------ |
| 2010 | Walk The Talk            |           | [ 25 ] |
| 2010 | African Reggae Fever     |           | [ 26 ] |
| 2010 | Download The Reveolution |           | [ 27 ] |
| 2015 | Nairobi                  |           | [ 28 ] |
| 2015 | African Thriller         |           | [ 29 ] |
| 2017 | Shine a Light            |           | [ 30 ] |
| 2019 | Beats of Zion            |           | [ 31 ] |
| 2019 | Elevation                |           | [ 32 ] |
| 2019 | Champion Arise           |           | [ 33 ] |
| 2022 | Neva Bow Down            | Slingshot | [ 34 ] |

## Música en el cine
| Banda sonora  | Película   | Género de película |
| ------------- | ---------- | ------------------ |
| Shine a Light | Fist Fight | Comedia            |

## Música en la televisión
| Tema                     | Programa de TV | Plataforma de TV |
| ------------------------ | -------------- | ---------------- |
| Wake the Town            | ER             | NBC              |
| Jammin Nation            | Weeds          | Showtime         |
| Jah Be For Us            | Weeds          | Showtime         |
| Shashemane               | ER             | NBC              |
| Jah Be For Us            | Dexter         | Showtime         |
| Knockin on Heaven's Door | ER             | NBC              |
| Turn it Up               | Animal Kingdom | TNT              |
| Burn One                 | Animal Kingdom | TNT              |

## Música en videojuegos
| Tema                                 | Electronic Arts                  | Año  |
| ------------------------------------ | -------------------------------- | ---- |
| African Thriller                     | 2014 FIFA World Cup Brazil       | 2014 |
| Reggae Carnival Style                | The Sims 3: Island Paradise      | 2013 |
| African Soccer Fever                 | 2010 FIFA World Cup South Africa | 2010 |
| Download the Revolution              | FIFA 10                          | 2009 |
| The One                              | The Sims 2: Castaway             | 2008 |
| Wake Up the Town ft. Nana Ama x Shee | FIFA 08                          | 2007 |